# São João (Mé-Zóchi)
São João ist ein Wohnplatz im Hinterland des Distrikts Mé-Zóchi auf der Insel São Tomé im Inselstaat São Tomé und Príncipe.

## Geographie
Der Ort liegt auf einer Höhe von ca. 1100 m östlich von Bom Sucesso an der Straße nach Nova Moca.
Eine Attraktion in der Nähe ist der Jardim Botânico do Bom Sucesso (Botanischer Garten).